# Frankapani
Frankapani ili Frankopani, u stranim izvorima Frangipani, stara hrvatska velikaška obitelj, izvorno poznata pod nazivom knezovi Krčki.
Frankapani, uz Zrinske, spadaju među najznačajnije i najpoznatije hrvatske velikaške rodove koji su od 11. do 17. stoljeća, vrlo usko bili povezani s poviješću, prošlošću i sudbinom hrvatskoga naroda i Hrvatske. Stoljećima su članovi tih velikaških rodova bili nositelji i branitelji Hrvatske od nadmoćnijega osmanlijskoga osvajača, ali i odlučni protivnici sve opasnijega habsburškoga carskog apsolutizma i njemačkoga hegemonizma, koji se je u duhu europskoga merkantilizma nastojao učvrstiti u čitavoj Habsburškoj Monarhiji. I prošlost tih dvaju rodova međusobno je isprepletena bračnim vezama, prijateljstvima i sudjelovanjima u skoro svim značajnijim zbivanjima u Hrvatskoj, osobito na bojištima u obrani Hrvatske od osmanlijskoga osvajača.

## Povijest
Krčki knezovi Frankapani su jedina obitelj na jadranskim otocima koja se razvila do moći u europskim razmjerima. Smatra se da potječu iz Gradeca – danas napuštenog dvorca kraj Vrbnika, a prvi je poznati član ove domaće obitelji plemenita roda bio Dujam I. koji je 1118. godine sklopio s Mlečanima ugovor da će kao mletački vazal upravljati otokom.
Prvog krčkog kneza Dujma naslijedila su 1163. godine dva njegova sina: Bartol I. i Vid I. Treći sin Bartol II. "bio je valjda još nedorasao, pak tako su otčevinu preuzela dva starija brata". Bartol i Vid bilo je najčešće ime frankapanskih potomaka – sve do Bartola IV. i Vida V.
Krčki knezovi ime Frankapani uzimaju tek nakon mnogo godina svoje prisutnosti na ovim prostorima jer su sebe smatrali potomcima rimskih Frangipana (koji su pak prema tradiciji potomci rimskog patricija Anicija). Rođaci Frankopana u Rimu su hrvatske Frankopane priznali kao svoje rođake, a sve je na posljetku potvrdio i papa Martin V. 1430. godine te im je od tada službeno dozvoljeno korištenje imena Frankopan. Napuljsko-moliški i furlanski Frankapani svoje su srodstvo s Frangipanima izvodili preko hrvatskih Frankapana. Danas je živa furlanska obitelj u Italiji. Nakon što su Frankopani uzeli ime rimskih patricija, mijenjaju svoj grb u dva lava (simbol Venecije) koja lome kruh (frangere pane – lomiti kruh). Rimsko podrijetlo Frankapana osporavaju neki hrvatski povjesničari, koji ih drže Hrvatima ili Talijanima s otoka Krka ili dalmatinskim potomcima velikodostojnikâ kralja Zvonimira iz druge polovice XI. st. Drugi pak hrvatski povjesničari smatraju da Frankopani zbilja jesu potomci rimskih Frangipana.
Do sredine 15. stoljeća, osim otoka Krka, stekli su posjede u županiji Gackoj s Otočcem, do Slunja i Cetingrada, Pounja, Vrlike, Ostrovice i Skradina. Većinu tih posjeda Frankapani su izgubili u borbama s Osmanlijama. U 17. stoljeću njihovi posjedi protezali su se od Bosiljeva i Severina na Kupi do Novoga u Vinodolu. I Frankapani su hrvatskom rodu dali na desetke uglednika: banova, književnika i ratnika. Među poznatijima su knez Bernardin Ozaljski, sudionik bitke na Krbavskom polju 1493., poznati branitelj Hrvatske i osobito poznat po protuosmanlijskom govoru koji je kao starac održao pred njemačkim staležima 1522. u Nürnbergu te njegov sin Krsto I. Brinjski (1482. – 1527.), poznati ratnik protiv Osmanlija, Mlečana i Habsburgovaca, hrvatski ban, "skrbnik i zaštitnik kraljevstva" kojeg je kao hrvatske zaslužnike poznati književnik Milutin Cihlar Nehajev prikazao u romanu "Vuci", primorski i karlovački general i ogulinski kapetan Vuk Krsto Tržački (oko 1589. – 1652.), njegova djeca književnica Katarina ud. Zrinski (1625. – 1673.) i pjesnik, prevoditelj i senjski kapetan Fran Krsto Frankapan (1643. – 1671.) koji se je svom puninom pridružio svomu šurjaku u borbi protiv bečkog apsolutizma.
Knezovi Frankapani omogućili su franjevcima dolazak na otočić Košljun na Krku. Ivan VII. i Martin IV. Frankopan dobili su od pape Nikole V. dozvolu (bulu – koja se danas nalazi u samostanu) da franjevci preuzmu “MOSTIR” – Košljun 1447. Godine. Uz pomoć 1000 dukata Ivana Frankapana obnovio se samostan na Košljunu.
Ivan Frankapan – pjesnik, usadio je ljubav za otok i svojoj kćeri Katarini Frankapan. Iako udana u Veneciji i u izgnanstvu, ona oporučno ostavlja drugih 1000 dukata (u ono vrijeme veliku svotu) samostanu na Košljunu – uz uvjet da bude pokopana “u zemlji svojih otaca”. Kod ulaza u crkvu i danas se nalazi njen grob s originalnom nadgrobnom pločom. Katarina je prenesena na Košljun devet godina iza svoje smrti 1529. godine.
Godine 1671. “Judicium delegatum” – posebno određen sud osuđuje Frana Krstu Frankapana na smrt zato što nije prijavio Petra Zrinskog i što je pozivao na ustanak. Ban Petar Zrinski osuđen je zato što je htio postati vladar.
Knez Fran Krsto Frankapan u zatvoru u Bečkom Novom Mjestu piše zbirku pjesama Gartlic za čas kratiti, a Zrinski piše svojoj supruzi Katarini Frankapan – sestri Frana Krste Frankapana:
»Moje drago srce! Nemoj se žalostiti svrhu ovoga moga pisma, ni burkati. Polag Božjega dokončanja sutra o deseti uri budu mene glavu sekli i tulikajše naukupe tvojemu bratcu. Danas smo jedan od drugoga srčeno prošćenje uzeli. Zato jemljem ja sada po ovom listu i od tebe jedan vekovečni valete, tebe proseći, ako sam te u čem zbantuval, ali ti se u čemu zameril (koje ja dobro znam) i oprosti mi! Budi Bog hvaljen, ja sam k smrti dobro pripravan, niti se plašim, ja se ufam u Boga vsemogućega, koji me je na ovom svitu ponizil, da se tulikajše mene hoće smilovati, i ja ga budem molil i prosil (komu sutra dojti ufam se), da se mi naukupe pred njegovim svetim tronušem u diki vekivečne sastanemo. Već ništa ne znam ti pisati, niti za sina, niti za druga dokončanja našega siromaštva, ja sam vse na volju Božju ostavil. (...)«
I Fran Krsto Frankapan piše oproštajno pismo svojoj supruzi:
»Predraga i preljubljena Julijo! Moja draga! Pošto mi je voljom neba i Božjom odredbom prijeći iz ovoga svijeta u drugi, da tako dadem zadovoljštinu za počinjene uvrede proti carskom Veličanstvu premilostivoga gospodara, htjedoh te iz srca da zagrlim ovim redcima i reći ti posljednji s Bogom, moleći te, moja ljubezna Julijo, da mi za Božje milosrđe oprostiš kršćanskom blagohotnosti, budeš li radi moje neobzirnosti morala trpjeti uvredu i muka. Isto te tako molim, draga Julijo, da mi oprostiš svaku i najmanju uvredu, koju sam ti nanio, otkad smo se uzeli. (...)«

## Dopuna rodoslovlja
Oko stotinu godine poslije Vjekoslava Klaića uspjelo se pronaći još jednoga Frankopana. Istraživački Klaićev trud, kao i drugih znanstvenika i stručnjaka bio je toliko ozbiljan da se nije više nailazilo niti na jednoga poznatoga Frankopana te, u proteklom 20. stoljeću pronađen je samo jedan jedini Frankopan. Uspjeh je tim značajniji kad se uzme u obzir da je taj Frankopan pronađen u Skandinaviji, Švedskoj. Tako je došlo do sljedećega prinosa frankopanskoj genealogiji.
Ivan VI., najstariji sin hrvatsko-dalmatinskoga bana Nikole IV., prvoga s pridjevkom Frankapan, sprijateljio se s Erikom VI. Pomeranskim, kraljem Danske i vladarom skandinavske Kalmarske unije, te je 20-ih i u početku 30-ih godina 15. stoljeća kao Erikov namjesnik živio u Švedskoj. Poslije smrti svoga oca Ivan je postao suban uz brata Stjepana II. i nakon uspjeha švedskih ustanika protiv Danaca, vratio se u domovinu. U Švedskoj mu je ostao sin Matija; ne zna se, za sada, tko mu je bila majka. Naime, do sada je poznata Ivanova žena Katarina, kćerka magnata Ivaniša Nelipića iz Južne Hrvatske, s kojom je Ivan imao sina Jurja I, začetnika cetinske frankopanske loze.
Za sad se ne zna tko su bili još jedni Frankopani; radi se o labinskima, u Istri. Zanimljivost u vezi s njima leži i u tome da su u vrelima zapisani u oba poznata hrvatska oblika: Francopano i Francapagna. Zna se za sada za njih dvoje. Prvi je 1505. godine Ioanes Francopano. No, osobito je zanimljiva druga pojava, i zbog imena, jer se ta osoba zove Dona Cathiza Francapagna. Po oblicima prezimena te po obliku ženskog imena, očito su oboje hrvatskoga podrijetla. No, to dvoje ipak ne moraju biti i Frankopani — možda su ti istarski Frankopani podrijetlom bili samo frankopanski službenici ili s nekoga frankopanskog posjeda, pa su zbog toga tako imenovani.

## Znameniti Frankapani
- Bartol VIII. Frankopan (sp. 1327, † 1361.), Godine 1336. je oslobodio budućeg češkog kralja Karla IV. iz zatočeništva kod gusara[3]
- Dujam II. Krčki (Frankopan) (umro 1317.), jedan od najmoćnijih hrvatskih feudalaca svoga doba.
- Ivan V. Krčki (Frankapan) (umro 1393.), hrvatski ban.
- Nikola IV. Frankapan (umro 1432.), sin Ivana V. Krčkog, hrvatski ban, prvi se nazivao Frankopanom.
- Ivan VI. Frankapan Cetinski (umro 1436.), najstariji sin Nikole IV., hrvatski ban.
- Nikola V. Frankapan Ozaljski (umro oko 1456.), drugi sin Nikole IV., hrvatski ban.
- Stjepan II. Frankopan Modruški (umro 1481.), treći sin Nikole IV., hrvatski ban.
- Bernardin Frankopan (1453. – umro 1529.), sin Stjepana II., preživjeli sudionik Krbavske bitke
- Krsto I. Frankapan Brinjski (1482. – umro 1527.), sin Bernardina, unuk Stjepana II. Frankopana, 1527. hrvatski ban
- Stjepan IV. Frankapan Ozaljski (umro 1577.), sin Ferdinanda Frankopana, unuk Bernardinov
- Katarina Frankapan, kći Ferdinanda, sestra Stjepana III. Ozaljskog, udata 1543. za bana Nikolu Šubića Zrinskog.
- Juraj III. Frankopan Slunjski (umro 1553.), vlasnik Cetingrada i domaćin Sabora hrvatskog plemstva 1527.
- Franjo I. Frankapan Slunjski (1536. – 1572.), hrvatski ban 1567. – 1572.
- Vuk II. Krsto Frankopan Tržački (oko 1578. – 1652.), general
- Nikola IX. Frankapan Tržački (umro 1647.), brat Vuka II. Krsta, hrvatski ban 1617. – 1622.
- Katarina Zrinski (1625. – umro 1673.), kći Vuka II. Krsta, udata za Petra Zrinskog, polusestra Frana Krste Frankopana. Književnica i prevoditeljica.
- Fran Krsto Frankopan, markiz, pjesnik, sin Vuka II. Krsta, 1671. pogubljen u Bečkom Novom Mjestu.

## Dvorci Frankopana
- Tržan-grad (Modruš)
- Tvrđava Cetin
- Stari grad Velika Kladuša
- Gradina Drivenik
- Stari grad Drežnik
- Stari grad Dubovac
- Kaštel Grižane
- Kaštel Grobnik
- Novi grad Kraljevica
- Kaštel Krk
- Kaštel s kulom Kvadrac, Novi Vinodolski
- Novigrad na Dobri
- Frankopanski kaštel u Ogulinu
- Stari grad Ozalj
- Stari grad Ribnik
- Utvrda Sokolac
- Stari grad Slunj
- Dovrac Severin na Kupi
- Dvorac u Staroj Sušici
- Kaštel Trsat
- Kaštel Gradec
- Franjevački samostan s crkvom Navještenja Marijina, Košljun
- Kaštel Bakar
- Stari grad Hreljin
- Pavlinski samostan, Crikvenica
- Kula u Bribiru
- Stari grad Ledenice
- Kaštel Zrinskih, Brod na Kupi
- Manastir Gomirje

## Galerija
| Dujam II. Krčki (umro 1317.) | Žigmund (Žikmund) Frankopan (umro 1465.) | Krsto Frankopan (oko 1482. – 1527.) | Fran Krsto Frankopan (1643. – 1671.) |

## Zanimljivosti
Torta Frankopan se prema predaji služila na dvoru cara Leopolda I. nakon Urote zrinsko-frankopanske, a bila je ukrašena s dvije ljudske glave, ne veće od oraha, izrađene od marcipana koje su predstavljale odrubljene glave Petra Zrinskog i Frana Krste Frankopana. Prema priči, marcipanske glave su bečke dame i gospoda ritualno otkidali s vrha torte i naslađivali se. Originalni recept je pronađen u kuharici "Granat-Apffel" iz 1697. Autorica knjige je Eleonora Marija Rosalija, u vrijeme Urote kneginja od Eggenberga. Ona je bila ganuta sudbinom članova obitelji Zrinskih i Frankopana, poglavito žena pa je najraskošniju od slastica u svojoj knjizi častila imenom Frankopana.

## Poveznice
- Nikola Šubić Zrinski
- Nikola Zrinski i brat Petar Zrinski
- Katarina Zrinski
- Obiteljsko stablo knezova Frankopana

## Vanjske poveznice
- Frankapan Hrvatska enciklopedija
- Frankapan Proleksis enciklopedija
- Frankapan Hrvatski biografski leksikon
- Putovima Frankopana: frankopanska baština u Primorsko-goranskoj županiji, ur.: Ines Srdoč-Konestra i Saša Potočnjak, Rijeka, 2018., ISBN 978-953-7975-76-0
- Rudolfo Franjin Magjer, Zrinski i Frankopani